# Bromelia rondoniana
Espèce
Bromelia rondoniana est une espèce de plantes tropicales de la famille des Bromeliaceae, endémique du Brésil.

## Distribution
L'espèce est endémique de l'État de Rondônia au Brésil.

## Description
L'espèce est hémicryptophyte.